# Taiarapu-Est
Taiarapu-Est é uma comuna da Polinésia Francesa, nas Ilhas de Barlavento, arquipélago da Sociedade. Estende-se por uma área de 216 km², com  11.549 habitantes, segundo os censos de 2007, com uma densidade de 53 hab/km².